# الدوري المغربي لكرة القدم 1986–87
الدوري المغربي لكرة القدم 1986-1987 هو الموسم 31 من البطولة الوطنية المغربية لكرة القدم . يتنافس خلاله 24 من أفضل الأندية الوطنية المغربية.توج بهذا الموسم فريق الجيش الملكي .